# Фейвор Офілі
Фейвор Чуквука Офілі (англ. Favour Chukwuka Ofili; нар. 31 грудня 2002) — нігерійська легкоатлетка, яка спеціалізується у бігу на короткі дистанції.

## Спортивні досягнення
Фіналістка (4-е місце) змагань з естафетного бігу 4×100 метрів на чемпіонаті світу (2022).
Чемпіонка (в естафетному бігу 4×100 метрів) та срібна призерка (в бігу на 200 метрів) Ігор Співдружності (2022).
Чемпіонка (в естафетному бігу 4×400 метрів) та срібна призерка (в бігу на 400 метрів) Африканських ігор (2019).
Чемпіонка світу серед юніорів (в естафетному бігу 4×400 метрів) та дворазова бронзова призерка чемпіонату світу серед юніорів (у бігу на 200 метрів та в естафетному бігу 4×100 метрів) (2021).
Володарка вищого світового досягнення з бігу на 150 метрів по прямій — 15,85 (2025).
Рекордсменка Африки в естафетному бігу 4×100 метрів (42,10; 2022).
Рекордсменка Африки в приміщенні у бігу на 200 метрів (22,56; 2022).
Рекордсменка Нігерії у бігу на 200 метрів (21,96; 2022).